# Coublanc (Saône-et-Loire)
Coublanc is een gemeente in het Franse departement Saône-et-Loire (regio Bourgogne-Franche-Comté). De plaats maakt deel uit van het arrondissement Charolles. Coublanc telde op 1 januari 2022 839 inwoners.

## Geografie
De oppervlakte van Coublanc bedroeg op 1 januari 2022 8,76 vierkante kilometer; de bevolkingsdichtheid was toen 95,8 inwoners per km².

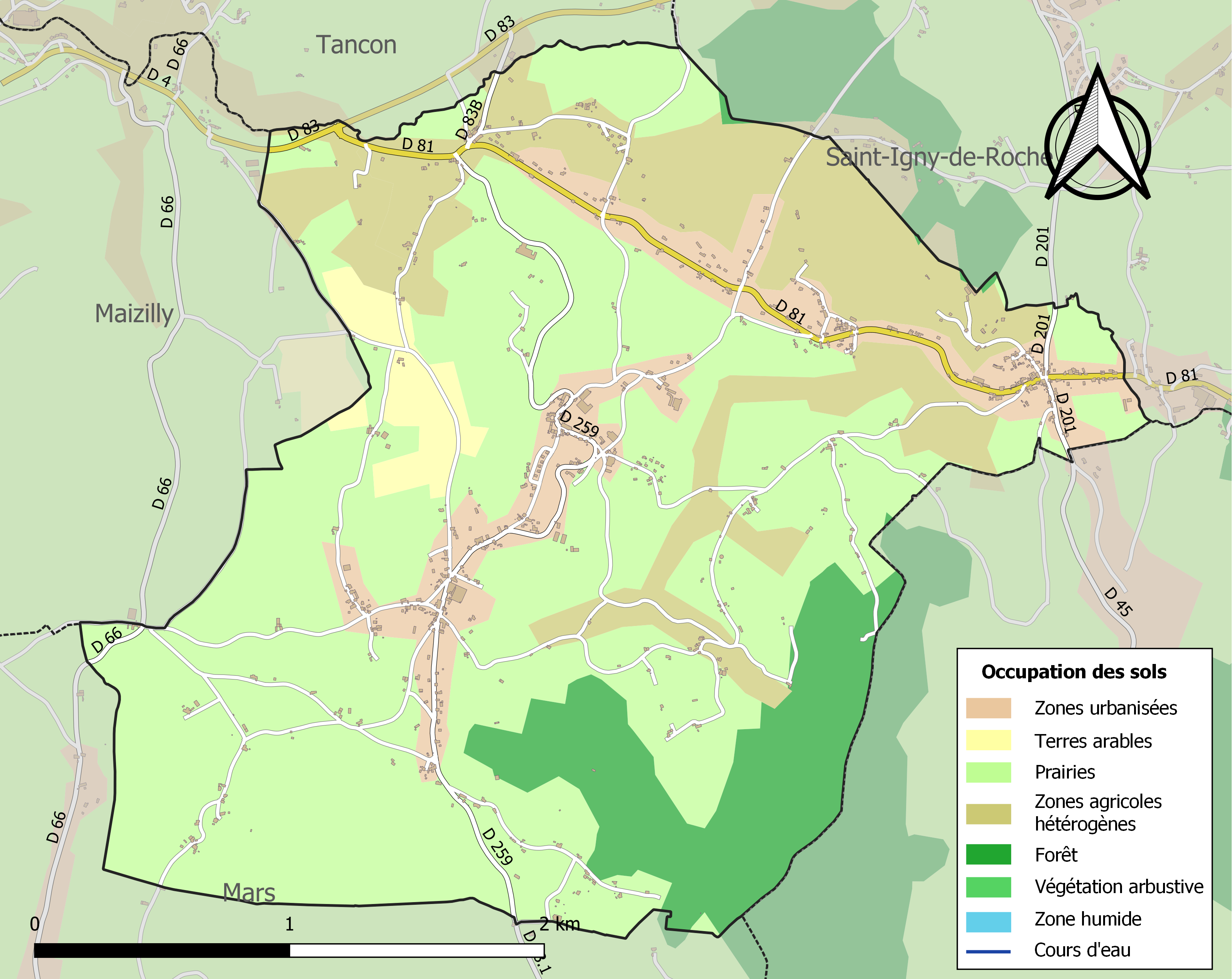
Kaart van de gemeente met de belangrijkste infrastructuur, bodemgebruik en omliggende gemeenten

## Demografie
Onderstaande figuur toont het verloop van het inwonertal (bron: INSEE-tellingen).